# Анталепте
Анталепте (лит. Antalieptė; прежнее название Антолепты) — местечко в Зарасайском районе Утенского уезда Литвы. 
Центр Анталептского староства. Расположено в 28 км от железнодорожной станции Утена (на тупиковой линии Швенченеляй — Утена).

## История
Анталепте известно с XVI века. Впервые упоминается в 1600 году, Во время нахождения в составе Российской империи с 1868 года Антолепты входили в Новоалександровский уезд Ковенской губернии. В период с 1873 года по 1876 год в местечке дислоцировался 27-й артиллерийский парк.
В 1897 году в Анталепте проживало 474 еврея (85,5 %), в 1923 году — 367 (63 %), в конце 1930-х годов — около 300 евреев.
В 1919 году Анталепте стало частью Зарасайского уезда Литвы (с 1940 — Литовской ССР).
С 10 по 28 июля 1944 года проходили бои Красной Армии с немецкими войсками по берегу реки Швентой (Святая), погибло 365 красноармецев, которые похоронены в братской могиле в центре поселка.
В 1950 году Анталепте вошло в Дусетский район Вильнюсской области. В 1953 году Вильнюсская область была упразднена и Дусетский район перешёл в прямое подчинение Литовской ССР. В 1958 году Анталепте получило статус посёлка городского типа. В 1959 году Анталепте вошло в Зарасайский район. В 1976 году Анталепте было лишено статуса посёлка городского типа.

## Известные жители и уроженцы
- Калманис Шурас (1917—2003) — сержант-артиллерист 16-й Литовской дивизии, Герой Советского Союза.

- Иосиф Болеславович Дунда (1880—1937) — советский изобретатель, главный конструктор 4-го отдела Остехбюро.

## Население
| 1959 | 1970 | 1979 | 1989 | 2001 | 2011 |
| ---- | ---- | ---- | ---- | ---- | ---- |
| 836  | 636  | 379  | 421  | 359  | 278  |